# Brisbane International 2020
Il Brisbane International 2020 è stato un torneo professionistico di tennis che si è giocato all'aperto sul cemento. È stata la 12ª edizione del Brisbane International, che fa parte della categoria Premier del WTA Tour 2020. Il torneo si è svolto nell'impianto Tennyson Tennis Centre di Brisbane, nella regione del Queensland in Australia, dal 4 al 12 gennaio 2020.

## Partecipanti

### Teste di serie
| Nazionalità | Giocatrice        | Ranking* | Testa di serie |
| ----------- | ----------------- | -------- | -------------- |
| Australia   | Ashleigh Barty    | 1        | 1              |
| Rep. Ceca   | Karolína Plíšková | 2        | 2              |
| Giappone    | Naomi Ōsaka       | 3        | 3              |
| Ucraina     | Elina Svitolina   | 6        | 4              |
| Rep. Ceca   | Petra Kvitová     | 7        | 5              |
| Paesi Bassi | Kiki Bertens      | 9        | 6              |
| Regno Unito | Johanna Konta     | 12       | 7              |
| Stati Uniti | Madison Keys      | 13       | 8              |

* Ranking al 30 dicembre 2019.

### Altre partecipanti
Le seguenti giocatrici hanno ricevuto una wildcard per il tabellone principale:
- Priscilla Hon
- Marija Šarapova
- Samantha Stosur
- Ajla Tomljanović

Le seguenti giocatrici sono passate dalle qualificazioni:

- Marie Bouzková
- Jennifer Brady
- Julija Putinceva
- Ljudmila Samsonova

## Punti
| Evento    | V   | F   | SF  | QF  | 2T   | 1T | Q    | Q3   | Q2   | Q1   |
| Singolare | 470 | 305 | 185 | 100 | 55   | 1  | 25   | 18   | 13   | 1    |
| Doppio    | 470 | 305 | 185 | 100 | N.D. | 1  | N.D. | N.D. | N.D. | N.D. |

## Montepremi
| Evento    | V        | F        | SF      | QF      | 2T      | 1T      | Q    | Q3     | Q2     | Q1     |
| Singolare | $266,000 | $142,000 | $75,050 | $40,600 | $22,050 | $12,000 | N.D. | $6,500 | $3,400 | $1,900 |
| Doppio    | $84,000  | $44,800  | $25,000 | $12,900 | N.D.    | $7,000  | N.D. | N.D.   | N.D.   | N.D.   |

## Campionesse

### Singolare
Karolína Plíšková ha battuto in finale  Madison Keys con il punteggio di 6-4, 4-6, 7-5.
- È il sedicesimo titolo in carriera per Plíšková, il primo della stagione.

### Doppio
Hsieh Su-wei /  Barbora Strýcová hanno battuto in finale  Ashleigh Barty /  Kiki Bertens con il punteggio di 3-6, 7-6(7), [10-8].